# Acontia nivipicta
Acontia nivipicta là một loài bướm đêm thuộc họ Noctuidae. Nó được tìm thấy ở miền bắc two thirds của Úc.
Sải cánh dài khoảng 20 mm.

## Hình ảnh

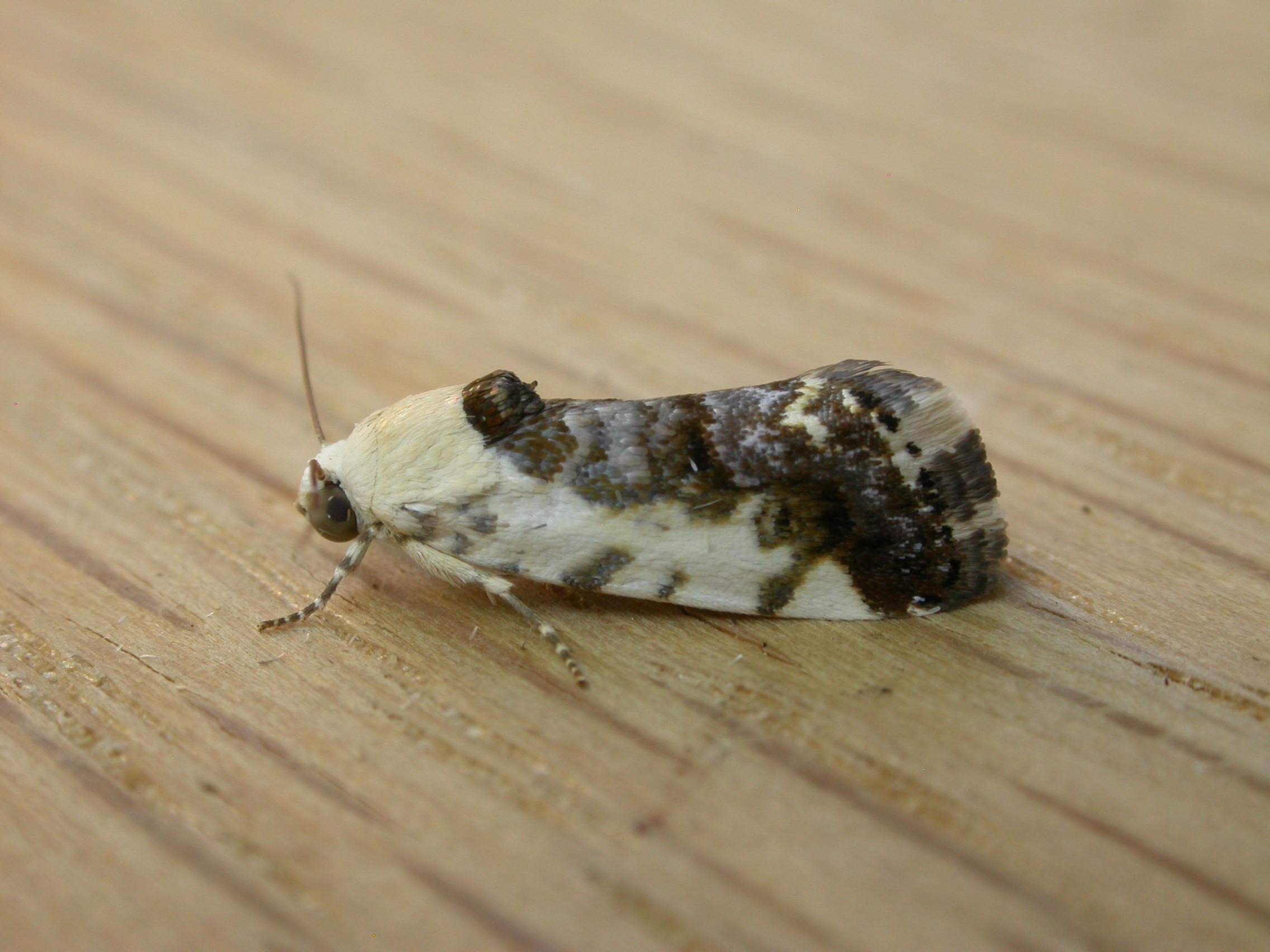